# Herpetogaster
Herpetogaster (del griego herpeto, 'que se arrastra' 'que repta' y gaster, 'estómago') es un género extinto de deuteróstomos del clado Cambroernida que vivieron durante el Cámbrico. Posee dos especies: H. collinsi y H. haiyanensis; descubiertas en las formaciones del esquisto de Burgess y en los esquistos de Maotianshan, respectivamente. También se encontraron restos en la Formación de Pioche, Nevada.

## Descripción

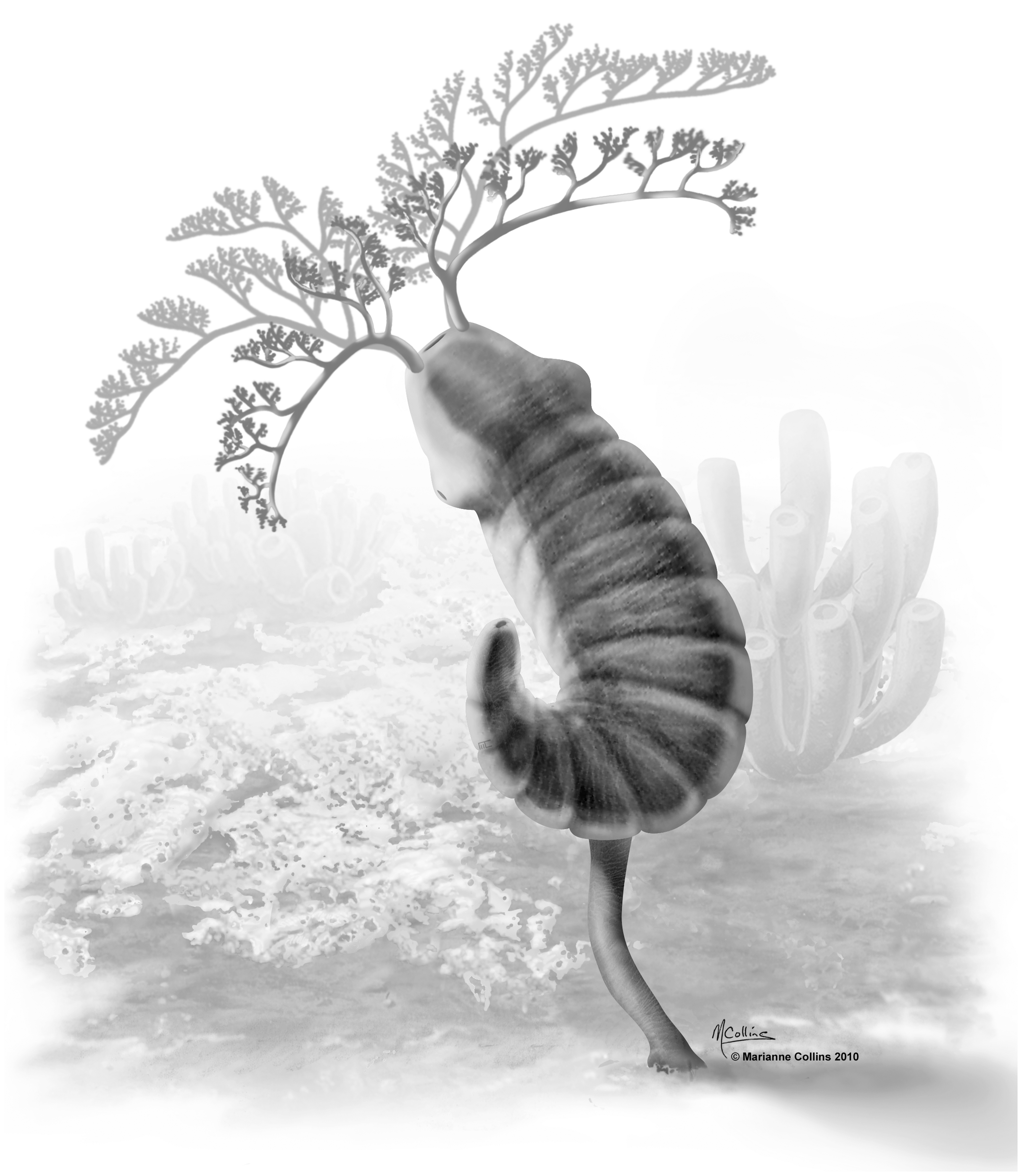
Reconstrucción de H. collinsi.

Herpetogaster se caracteriza por poseer un cuerpo cilíndrico flexible y generalmente curvado. Era un organismo pequeño (H. collinsi medía 3-4 cm; mientras que H. haiyanensis, 21-24 mm).
Su cuerpo está conformado por la cabeza, el tronco y el estolón. En la cabeza se ubica un par de tentáculos ampliamente ramificados, los cuales rodean la boca. El tronco se encuentra dividido en 13 segmentos en H. collinsi y en 11 en H. haiyanensis. En su interior se hallaron elementos interpretados como inserciones de mesenterios relacionados con el tracto digestivo. Por último, el estolón fue un apéndice que probablemente sirvió para la fijación al sustrato. El estolón se origina a partir del 9.º segmento del tronco en H. collinsi y en el 10.º segmento en H. haiyanensis.
Además, se han conservado restos de ciertos órganos internos del animal (poros laterales, faringe, estómago lenticular e intestinos).

## Paleoecología
Herpetogaster fue un filtrador suspensívoro. La presencia de varios especímenes en una misma losa sugieren un estilo de vida gregario. También se hallaron restos de conchas de hiolitos (una clase de lofoforados) en los tentáculos y en el interior de H. haiyanensis, aunque es más probable que estos se conservasen post mortem. Muchos ejemplares suelen encontrarse adheridos a la esponja Vauxia.
En el Yacimiento de Filópodos del esquisto de Burgess, Herpetogaster representa el 0.01% de la comunidad.

## Filogenia
Herpetogaster comparte caracteres homólogos con otros animales del Cámbrico, principalmente con Phlogites y Eldonia, por lo que se cree que pueden estar relacionados filogenéticamente. Con base en esto, se plantea que Herpetogaster pueda representar una de las formas más primitivas de ambulacrarios cuyo desarrollo evolutivo conllevó la aparición de animales como Phlogites y de organismos discoidales (Eldoniidae).